# María Pilar Gallástegui
María Pilar Gallástegui Bodet (Madrid, 1908 − ibidem, 1986) fue una grabadora e ilustradora española.

## Trayectoria
Perteneciente a una familia de grabadores ya que su padre y sus abuelos lo eran, desde enero de 1921 hasta julio de 1922 tuvo licencia para copiar en el Museo del Prado obras de José Ribera, Goya y Velázquez. Estudió en la Escuela de Bellas Artes de San Fernando y fue alumna de Luis Menéndez Pidal y Elías Salaverría. Se dedicó sobre todo al dibujo y al grabado.
En 1925, la revista Blanco y Negro publicó una portada suya. En ella aparece una joven con sombrero leyendo una revista mientras camina y el viento agita su abrigo, son tres colores planos con una gran economía de medios y de dibujo realizado en un juego de sol y sombra que recuerda la iluminación fotográfica. En 1926 y 1929 fueron publicadas otras dos portadas, en la primera una muchacha con pamela está leyendo una revista y casi abocetado el dibujo a base de campos de color, en la segunda se nos muestra un niño lector sentado y abrazando a su perro con una fuerte luz, resaltan los tonos amarillentos sobre el resto de colorido gris verdoso.
Gallástegui se presentó a la Exposición Nacional de Bellas Artes en 1926 con dos paneles en los que exponía 38 dibujos a lápiz plomo y con los que consiguió el premio en la sección de grabado. En 1929, contrajo matrimonio con el pintor Joaquín Díaz Alberro con quien tuvo dos hijos. Volvió a presentarse a la Exposición Nacional de Bellas Artes en 1932 con un bodegón reseñado ampliamente por la crítica. Se divorció en 1935 y, tres años más tarde, en 1938 consiguió un puesto de auxiliar docente en la colonia escolar "Mas del Jutge" de Torrente, cerca de Valencia. Acabada la guerra civil, regresó a Madrid y comenzó a llamarse Pilar o María del Pilar ya que María Gallastegui había sido una mujer republicana, fichada por la policía franquista y divorciada.
En 1946, se presentó en el XXVIII Salón de humoristas del Círculo de Bellas Artes. En 1949, tras participar en la exposición de pinturas de dibujantes también en el Círculo de Bellas Artes, se interesó por ella la editorial Miramar de Palma de Mallorca que trabajaba en un diccionario de artistas españoles y le solicitó información sobre su actividad y una fotografía. En 1950, participó con un aguafuerte titulado Hormigas nocturnas  y con un dibujo a punta seca, Carta amorosa, en la Exposición Nacional de Bellas Artes. Dos años después, en 1952, lo hizo con un grabado titulado Regreso de San Antonio. En 1956, participó en una Exposición Nacional de Estampas de Navidad organizada por la Hermandad de Cruzados de la Fe en la que consiguió una medalla de bronce por el grabado, Enseñando al niño. Al año siguiente, fue nombrada vocal de la junta directiva de la Agrupación de Artistas grabadores. Trabajó en el taller de José Lapayese Bruna cuando éste trabajaba en los frescos del Valle de los Caídos.
En 1959 se trasladó a Lima, donde vivía su hermano, y allí realizó restauraciones y dio clases de dibujo. Ese mismo año expuso en la galería de la Universidad de San Marcos y en la Asociación Nacional de Escritores y Artistas. Dos años más tarde fue entrevistada por el diario La Prensa de Lima. En 1965, donó ocho grabados a la Biblioteca Nacional de España. En 1966, el director del Museo Naval del Perú le encomendó la realización de un óleo con el tema de los marineros de la Expedición Libertadora del Perú. Alternó su estancia en Perú con viajes a España donde regresó definitivamente en 1976 y murió en 1986.
En 2019, las portadas para Blanco y Negro de Gallástegui se incluyeron en la exposición “Dibujantas, pioneras de la ilustración” en el Museo ABC de Madrid.